# Novi Glog, Trgovište
Novi Glog (izvirno srbsko Нови Глог) je naselje v Srbiji, ki upravno spada pod Občino Trgovište; slednja pa je del Pčinjskega upravnega okraja.

## Demografija
V naselju živi 111 polnoletnih prebivalcev, pri čemer je njihova povprečna starost 44,1 let (42,7 pri moških in 45,6 pri ženskah). Naselje ima 42 gospodinjstev, pri čemer je povprečno število članov na gospodinjstvo 3,26.
To naselje je popolnoma srbsko (glede na rezultate popisa iz leta 2002), a v času zadnjih treh popisov je opazno zmanjšanje števila prebivalcev.
|  |

| Demografija | Demografija     | Demografija     |
| Leto        | Št. prebivalcev | Št. prebivalcev |
| ----------- | --------------- | --------------- |
|             |                 |                 |
|             |                 |                 |
|             |                 |                 |
|             |                 |                 |
| 1948        | 430             |                 |
| 1953        | 443             |                 |
| 1961        | 437             |                 |
| 1971        | 380             |                 |
| 1981        | 236             |                 |
| 1991        | 172             | 169             |
| 2002        | 137             | 137             |
|             |                 |                 |

| Etnična sestava po popisu iz leta 2002 | Etnična sestava po popisu iz leta 2002 | Etnična sestava po popisu iz leta 2002 | Etnična sestava po popisu iz leta 2002 | Etnična sestava po popisu iz leta 2002 |
| -------------------------------------- | -------------------------------------- | -------------------------------------- | -------------------------------------- | -------------------------------------- |
| Srbi                                   | Srbi                                   |                                        | 137                                    | 100,0%                                 |
| Neznano                                | Neznano                                |                                        | 0                                      | 0,0%                                   |